# ارنست گیل
ارنست گیل (انگلیسی: Ernest Gill; ۲۴ اوت ۱۸۷۷ – ۱ ژوئن ۱۹۵۰) بازیکن فوتبال اهل بریتانیا بود.
از باشگاه‌هایی که در آن بازی کرده‌است می‌توان به باشگاه فوتبال بریستول سیتی، باشگاه فوتبال ساوت‌همپتون، باشگاه فوتبال گریمزبی تاون، و باشگاه فوتبال لستر سیتی اشاره کرد.